# 何閎中
何閎中（？—1651年），字絅卿，號蘧宿，湖廣黃州府黃岡縣人，明朝、南明政治人物。

## 生平
甲午五月初一日生。何閎中是萬曆四十六年（1618年）戊午科湖广乡试八十五名举人，天啟二年（1622年）壬戌科会试三百八十一名，三甲二十名進士，初授鎮江府推官，改苏州府教授，七年升国子监博士。崇祯元年升刑部主事，改儀制司，教习驸马，五年升祠祭司员外，升四川参政，七年任提学参政。十一年调松潘道，十三年考察，降云南洱海道参议，十六年升本省临安道副使。在當地防備災患，愛護士民，優異的士子必定獎勵。
弘光元年（1645年），沙定洲作亂攻打楚雄，何閎中帶兵會合楊畏知據守城池，堅壁清野，到鄰縣請求支援，多次卻敵。很快沙定洲大量部眾來到，他和楊畏知日夜登城，以忠義激勵人民守城；適逢孫可望來到解除困局，破城西走，他就前往大理交付糧食工具。孫可望受楊畏知約束，於是迎接他和沐天波回來。
永曆三年（1649年），南明朝廷任命何閎中為太常卿管理雲南學政，士子都慶祝得師，多人向學。可是南明疆土日益狹窄，措置不一，孫可望愈發驕橫，使他擔憂。不久孫可望要脅封王而殺害楊畏知，他得知後痛哭棄官，隱居在洱海東城。他在該處建立蘧庵書院，道袍披身，寄情詩酒；談及國事時總會哽咽到無法進食，至永曆五年（1651年）冬天去世。有子何昌祚。